# Aeroportul Cabo Frio
Aeroportul Cabo Frio (IATA: CFB, ICAO: SBCB) este un aeroport din Rio de Janeiro, Brazilia ce deservește zona Cabo Frio. Aeroportul a fost tranzitat în 2022 de 48.566 de pasageri. A fost numit după zona deservită.
Situat la o altitudine de 7 m, aeroportul dispune de 1 pistă.

## Infrastructură

### Piste
Aeroportul dispune de o singură pistă. Pista 10/28 are suprafața de asfalt și dimensiunile 2.550 m × 45 m. 